# Chau Chau Kang Nilda
Der Chau Chau Kang Nilda (auch Guan Nelda) ist ein 6303 m hoher Berg im indischen Bundesstaat Himachal Pradesh im Westhimalaya.
Der Name des Berges hat in ungefähr die Bedeutung: „Schneeprinzessin, auf welche die Sonne und der Mond scheint“.
Der Berg liegt 13 km nordöstlich von Kaza, dem Hauptort im Spitital, im Distrikt Lahaul und Spiti. 
Der Chau Chau Kang Nilda wurde im Jahr 1939 von J.O.M. Roberts (James Owen Merion Roberts) über das Flusstal des Shilla Nala und den Ost- oder Südostgrat erstbestiegen.